# チャビーバニー
チャビーバニー（Chubby bunny）は主に欧米などで行われるゲームである。

## 概要

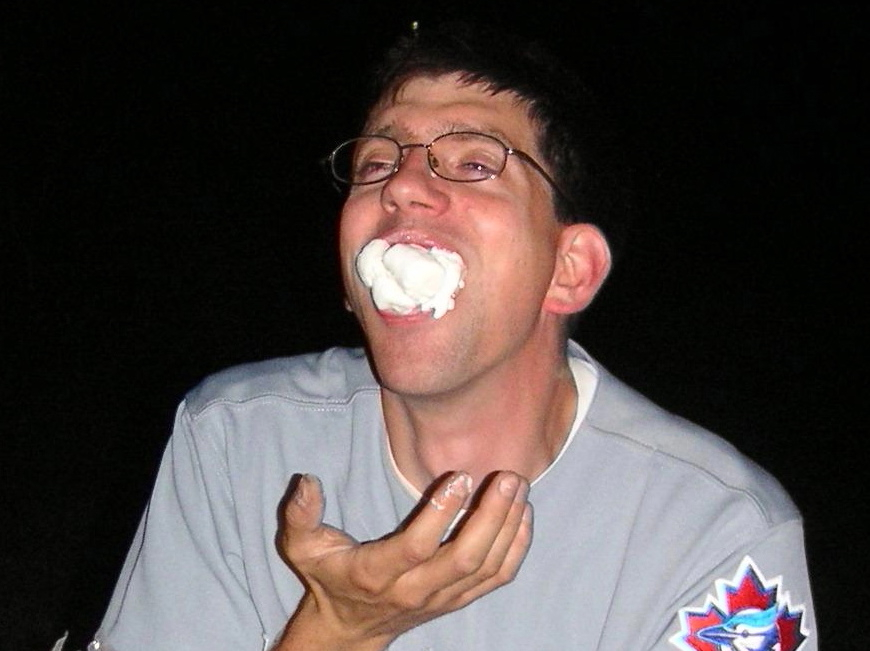
チャビーバニー参加中の青年

チャビーバニーは欧米でパーティの際などに行われるゲームである。英語では一般的に”Chubby bunny”（太ったウサギ）と言うが、chubby bunnies、fluffy bunny、fuzzy bunny、yummy bunny、chubby monkey、pudgy bunnyという複数の呼び名を持っている。

## ルール
参加者は順番に口の中にマシュマロを入れて「チャビーバニー」と言っていく。マシュマロは噛んだり、食べたりしてはいけない。順番にマシュマロを口に入れる作業を繰り返すと、口の中が一杯になり声を出すことが困難になってくる。そして「チャビーバニー」と言えなくなった人は脱落で、最後まで残った参加者が勝者になる。